# Josep Garí i Gimeno
Josep Garí i Gimeno   (Barcelona, 1 de febrer de 1886 - Barcelona, 11 de febrer de 1965) fou un banquer català.

## Biografia
Fill de Lluís Garí i Cañas i d'Anna Gimeno i Vives, tots dos naturals de Barcelona, i nebot de Josep Garí i Cañas, un dels socis fundador de la Societat Anònima Arnús-Garí. Casat amb Concepció Rossi i Arnaiz.
Almenys des de la dècada de 1920 i fins als primers anys de la República, Josep Garí va formar part dels mecenes més destacats de l’Institut d’Estudis Catalans. En esclatar la Guerra Civil espanyola, va marxar de Barcelona, el 16 d'agost de 1936, i el seu domicili de la Diagonal, 401, va ser assaltat i els seus béns confiscats. Al cap de dues setmanes ja era a Burgos.
Josep Garí va donar suport al règim franquista durant la resta de la seva vida de forma irregular, amb alguns entrebancs, fins al punt d'arribar a estar empresonat a la presó Model de Barcelona durant deu dies l'any 1953.
L'agost de 1939 va donar uns terrenys per la construcció de la Residència d'Oficials de Barcelona, a l'Avinguda Diagonal, aleshores majoritàriament per urbanitzar.

## Activitat professional
Quan morí Manuel Arnús i Fortuny l'any 1916, la gestió de la Societat Anònima Arnús-Garí quedà en mans de l'altre soci, Josep Garí i Cañas. Aquest incorporà com a vocals del banc el seu fill, Jordi Garí i Gimeno, i el seu nebot, Josep Garí i Gimeno, que restaria al front de la societat quan Josep Garí i Cañas morí el 1925.
Josep Garí fou membre del consell d'administració de la societat belga Sidro quan aquesta tenia el paquet accionarial de control de la Barcelona Traction, entre l'any 1925 i 1948, i ho seguí sent fins al 1953. En el consell coincidí amb Francesc Cambó i Joan Ventosa i Calvell.